# KCET
KCET (também conhecida como PBS SoCal Plus) é uma emissora de televisão estadunidense licenciada para Los Angeles, Califórnia, porém sediada em Burbank. Opera no canal 28 UHF digital, e é uma emissora membro secundária da PBS para o mercado de Los Angeles. Pertence a Public Media Group of Southern California, que também é proprietária da emissora irmã KOCE-TV (canal 50), emissora membro principal da PBS licenciada para Huntington Beach. As duas emisssoras compartilham estúdios no edifício The Pointe (na West Alameda Avenue e Bob Hope Drive, entre os complexos The Burbank Studios e Walt Disney Studios) em Burbank. O transmissor da KCET está localizado no topo do Monte Wilson, na Serra de San Gabriel (norte de Sierra Madre).

## História

### Antecedentes da televisão educativa no sul da Califórnia
A KCET foi a segunda tentativa de instalar uma emissora de televisão educativa na área de Los Angeles. A KTHE, emissora de propriedade da Universidade do Sul da Califórnia, havia operado anteriormente no canal 28 UHF, tendo entrado no ar em 22 de setembro de 1953. Foi a segunda emissora de televisão educativa nos Estados Unidos, entrando no ar seis meses e quatro dias após a KUHT em Houston, no Texas. A KTHE, no entanto, encerrou suas operações depois de apenas nove meses no ar, pois seu principal benfeitor, a Hancock Foundation, concluiu que a emissora trazia muitos prejuízos aos seus recursos financeiros.

### NET (1964-1970)
A KCET entrou no ar em 28 de setembro de 1964, como uma afiliada da National Educational Television (NET). A emissora foi originalmente licenciada para o grupo sem fins lucrativos Community Television of Southern California (CTSC). Parte do financiamento inicial da emissora veio de quatro emissoras comerciais de Los Angeles: A KNXT (canal 2, hoje KCBS-TV), KNBC (canal 4), KTTV (canal 11) e KCOP-TV (canal 13), além de doações da Fundação Ford e do Departamento de Saúde, Educação e Bem-Estar dos Estados Unidos. A KCET transmitiu sua programação em preto e branco durante seus primeiros 5 dias de operação. James Loper, co-fundador da CTSC, atuou como diretor de educação da emissora de 1964 a 1966, e depois vice-presidente e gerente geral de 1966 a 1971. Loper também foi presidente da KCET de 1971 a 1983. Creative Person - John Burton, uma biografia cinematográfica de 30 minutos do artista, escultor de vidros e filósofo John Burton, foi o primeiro filme colorido encomendado pela KCET em 1965. O filme ganhou os dois primeiros Emmys da área de Los Angeles para a KCET.
A KCET estava originalmente sediada na 1313 North Vine Street em Hollywood, onde era o original Mutual-Don Lee Broadcasting System Building. O edifício também foi originalmente a sede de duas das primeiras emissoras de televisão de Los Angeles: A KTSL (canal 2, hoje KCBS-TV) e a KHJ-TV (canal 9, hoje KCAL-TV), que assinaram no ar em maio e agosto de 1948, respectivamente. Ambas as emissoras saíram do edifício no início dos anos 1960, apenas alguns anos antes da KCET oficialmente entrar no ar. A ABC também começou a ocupar o prédio, usando-o como estúdio secundário para seu estúdio de televisão (que na época também abrigava a KABC-TV) próximo ao extremo leste de Hollywood.
Antes de solicitar e receber uma licença de construção para construir o novo canal 28, a CTSC tentou adquirir uma das sete estações comerciais VHF existentes em Los Angeles. Em 1968, a Community Television of Southern California emergiu como um potencial comprador da licença do canal 5 da KTLA, do então proprietário Gene Autry, mas não conseguiu levantar o dinheiro necessário para fazer uma boa oferta.

### PBS (1970-2011)

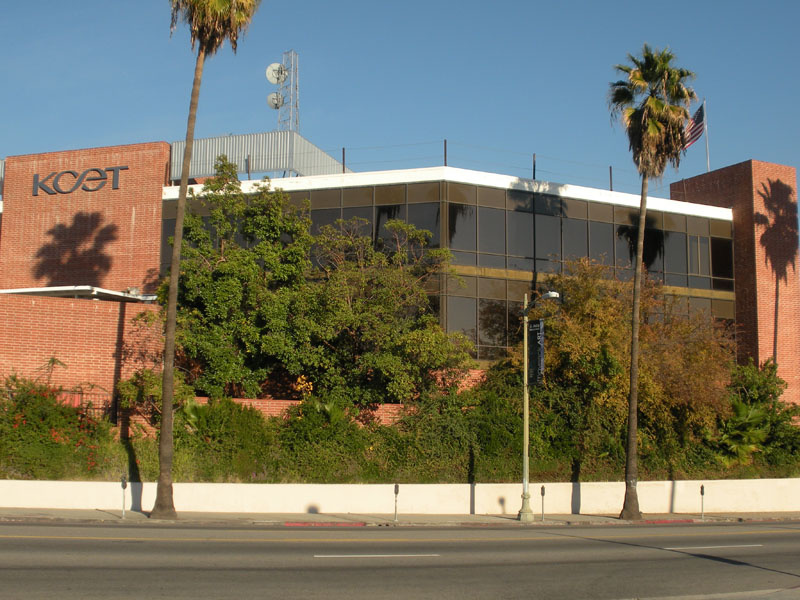
Antigos estúdios da KCET

Em 5 de outubro de 1970, a KCET tornou-se uma das primeiras emissoras membro da Public Broadcasting Service (PBS). A emissora serviu como emissora membro principal da PBS do sul da Califórnia, sendo a KVCR-DT (canal 24), licenciada para San Bernardino, a emissora secundária do serviço. A KCET ganhou mais concorrentes quando o Coast Community College District fundou a KOCE-TV de Huntington Beach em 20 de novembro de 1972, e o Los Angeles Unified School District fundou a KLCS (canal 58) em 5 de novembro de 1973.

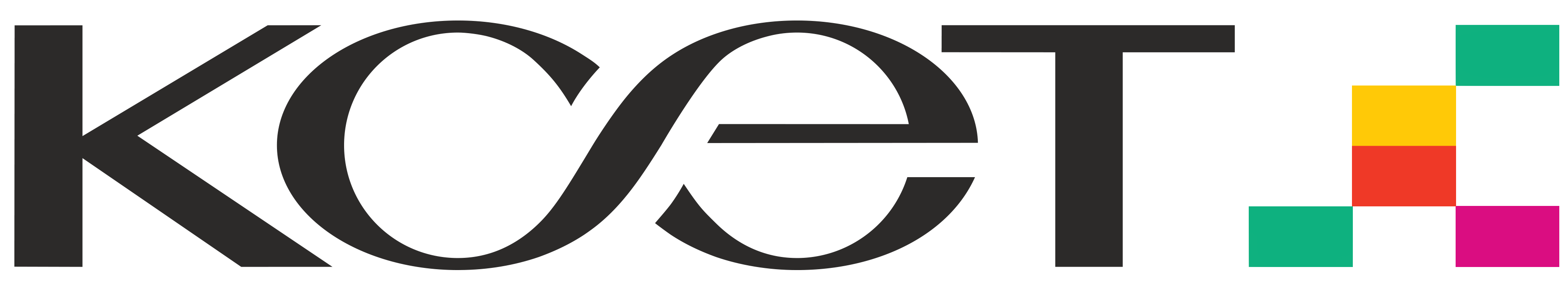
Logotipo da KCET, utilizado de 1997 a 2021. Nele, as letras C e E foram estilizadas para lembrar o símbolo do infinito, uma referência ao então slogan da emissora, Infinitely More (Infinitamente Mais).

Em 1971, a KCET comprou a antiga sede da Monogram Pictures na 1425 Fleming Street (hoje Hoover Street) em uma área histórica de East Hollywood, utilizada como estúdio de cinema e televisão de 1912 a 1970, para servir como sede da emissora, uma aquisição que contou em parte com as contribuições financeiras da Fundação Ford e da Fundação Michael Connell. O edifício foi renomeado como Weingart Educational Telecommunications Center, e abrigou o controle mestre, salas de controle digital, refeitório, estações de edição no primeiro andar, engenharia, operações de novas mídias e departamentos de jornalismo e relações públicas no segundo andar.
Em 1994, a KCET e a Store of Knowledge Inc., uma empresa sediada em Carson, lançaram a KCET Store of Knowledge em Glendale, a primeira de muitas lojas parceiras de emissoras afiliadas da PBS. A loja era uma parceria entre a KCET, a loja educacional Lakeshore Learning Materials, e a empresa de capital de risco Riordan, Lewis and Haden, que incluía o ex-prefeito de Los Angeles, Richard Riordan. Em 2004, como parte de suas ações de recuperação de imagem após o derramamento de óleo no Golfo do México, a BP começou a conceder a KCET metade do financiamento para programas pré-escolares, como A Place of Our Own e Los Ninos en Su Casa, uma versão em espanhol. A outra metade dos subsídios de US$ 50 milhões para o programa e outros programas relacionados veio da associação First 5 California, além do financiamento adicional de um doador anônimo. O programa ganhou prêmios Peabody e Emmy locais, e foi exibido nacionalmente pela PBS. Como forma de agradecimento, a KCET renomeou seu estúdio de produção para BP Studios.
A PBS incluiu os subsídios da BP e outros para os dois programas pré-escolares em suas complexas estruturas de taxas progressivas, embora os subsídios viessem com a estipulação de que não poderiam ser utilizados para custos administrativos. As anuidades da PBS para o KCET eram de US$ 4,9 milhões, mas com os subsídios incluídos, as anuidades aumentaram 40% para quase US$ 7 milhões. Outras grandes fontes de financiamento com as quais se contava anteriormente estavam diminuindo e, portanto, não podiam ser utilizadas para pagar as dívidas. Foi negado o pedido da KCET de que essas doações específicas, que se restringiam apenas à produção de exibição, não fossem contabilizadas nas taxas devidas. Os executivos da PBS afirmaram que se esperava que as emissoras da PBS antecipassem suas taxas e aumentassem suas reservas para pagá-las e, portanto, não concederiam tratamento especial para a KCET. Com o pagamento do semestre de janeiro de 2010 chegando, a KCET ofereceu reduzir seu status para o de emissora secundária, reduzindo as taxas devidas para um total de US$ 1,3 milhão. A Corporation for Public Broadcasting (CPB) pagaria US$ 750.000 e uma campanha especial seria realizada para arrecadar o restante. A PBS rejeitou a oferta, insistindo que a emissora permanecesse como emissora principal.

### Independência (2011-2019)
Em 8 de outubro de 2010, a KCET anunciou que não conseguiria chegar a um acordo para permanecer com a PBS, e encerraria sua parceria com a PBS após 40 anos para se tornar uma emissora de televisão pública independente em 1° de janeiro de 2011. A gerência da emissora citou disputas financeiras e de programação insolúveis entre seus principais motivos para deixar a PBS. Depois que a KCET deixou a PBS, a KOCE-TV substituiu-a como a emissora principal da PBS na área. Antes do novo acordo de afiliação, a KCET discutiu os planos de comprar a KOCE-TV da Coast Community College District, mas posteriormente optou por não fazer uma oferta pela emissora. Um consórcio envolvendo as emissoras da PBS do sul da Califórnia, KCET, KOCE-TV, KLCS e KVCR-DT, também foi proposto a ser formado para unir várias funções, como programação, arrecadação de fundos e marketing, visando a economia de recursos financeiros. No entanto, a KCET recusou a oferta.
Em 4 de fevereiro de 2011, a Federal Communications Commission (FCC) multou a KCET em US$ 10.000 por não disponibilizar seu documento de inspeção pública para o público em geral. Em 30 de março, o Los Angeles Times relatou que, devido à queda acentuada em audiência e doações de telespectadores após a desafiliação da PBS, a KCET estava em negociações para vender o estúdio de Hollywood para a Igreja de Cientologia, e a emissora seria transferida para um local menor após a venda. O acordo de venda da propriedade, que foi vendida por US$ 45 milhões, foi encerrada em 25 de abril de 2011, e parte dos rendimentos foi para o aluguel dos estúdios pela KCET até que uma nova sede fosse definida. A KCET foi realocada em abril de 2012 para um novo complexo em um edifício alto e moderno, o The Pointe, localizado em Burbank. A mudança fez com que a afiliada da The CW, KTLA (canal 5) fosse a última emissora de rádio ou televisão em Los Angeles com estúdios em Hollywood. No final do ano fiscal de 2011, as contribuições e os subsídios da KCET diminuíram ainda mais, abaixo de 41% em relação ao ano anterior para US $ 22,3 milhões.
Em agosto de 2011, a KCET e a Eyetronics Media & Studios (uma empresa de propriedade do ex-executivo da Walt Disney Company, Dominique Bigle) concordaram em fazer parceria na produção ou aquisição de séries originais focadas no sul da Califórnia.
Em outubro de 2012, a KCET anunciou que se fundiu com a Link Media, sediada em São Francisco (proprietária da rede não comercial via satélite Link TV) para formar a KCETLink, uma joint venture sem fins lucrativos com sede em Burbank. Sob os termos do acordo, a KCET também adicionaria a Link TV em um de seus subcanais digitais. Em 5 de janeiro de 2015, Michael Riley, ex-executivo da ABC Family (hoje Freeform), foi nomeado o novo CEO da KCETLink (substituindo Al Jerome, que saiu em março de 2014).
Em 25 de abril de 2018, a KCETLink Media Group e a KOCE-TV Foundation anunciaram que iriam se fundir. No acordo, a KOCE-TV permaneceria a emissora PBS principal para o mercado, mas a KCET retornaria à rede como uma emissora secundária. Assim que a fusão foi concluída, a KOCE-TV mudou de sua sede em Costa Mesa, para a sede atual da KCET em Burbank, enquanto manteve o endereço em Costa Mesa como uma sede secundária. Em uma declaração conjunta, as duas organizações afirmaram que esta fusão iria "[combinar] a amada programação de qualidade da PBS SoCal e a excelência no engajamento da comunidade com a paixão da KCETLink por criar conteúdo inteligente e original que captura o espírito da região". A fusão foi concluída em 1 de outubro de 2018, e a empresa originária da fusão teve o nome de Public Media Group of Southern California.
Em outubro de 2019, um ano após a fusão com a KOCE-TV ter sido concluída, a KCET voltou oficialmente à PBS, após oito anos como uma emissora independente.

## Sinal digital
| PSIP | Canal digital | Resolução de vídeo | Programação                         |
| ---- | ------------- | ------------------ | ----------------------------------- |
| 28.1 | 28 UHF        | 720p               | Programação principal da KCET / PBS |
| 28.2 | 28 UHF        | 480i Widescreen    | Create                              |
| 28.3 | 28 UHF        | 480i Widescreen    | NHK World                           |

A KCET começou a operar em sinal digital no canal 59 UHF em 2000. A partir desse ponto até 2007, a maioria da programação (exceto no horário nobre) que era transmitida no canal 28.1 da emissora era diferente da programação transmitida pelo canal 28 UHF analógico, transmitida simultaneamente no subcanal digital 28.2. Em agosto de 2007, a programação do sinal principal foi integrada ao subcanal HD para acomodar o espaço do espectro, preservando ao mesmo tempo a integridade das transmissões HD.
Em 10 de setembro de 2014, foi anunciado que após negociações com o controlador da KLCS, o Los Angeles Unified School District, a KCET e a KLCS compartilhariam o canal 28 UHF digital, para que o espectro da KCLS pudesse ser vendido durante o leilão de incentivo do espectro de 2016 da FCC. Ambas as emissoras mantiveram licenças separadas. No início do ano, a KLCS havia participado de um teste de compartilhamento de canais com a KJLA.

### Subcanais digitais
Em 2006, a KCET lançou um canal para televisão digital e cabo para Coachella Valley, o KCET Desert Cities. Em setembro do mesmo ano, a emissora anunciou um canal semelhante para Orange County em parceria com a Universidade Estadual da Califórnia em Fullerton, lançado no final de 2007, substituindo a transmissão simultânea do sinal analógico da KCET. Em agosto de 2007, a emissora começou a transmitir o canal da American Public Television e da PBS, PBS World, no subcanal digital 28.4, e a rede educacional de língua espanhola, V-me, no subcanal digital 28.3.
Com a descontinuação da associação da KCET com a PBS em 1º de janeiro de 2011, a KCET reestruturou seus subcanais. O canal 28.2 foi convertido para um serviço de programação infantil sob a marca KCET Kids & Family, enquanto o PBS World foi substituído pelo MHz Worldview no canal 28.4. Em 1° de janeiro de 2013, um subproduto da fusão com a Link Media, a LinkTV (com a marca "KCETLink", que substituiu o feed nacional do canal em provedores de cabo e satélite locais) substituiu o KCET Kids & Family no digital subcanal 28.2.
Em 5 de agosto de 2013, a KCET substituiu o MHz Worldview pelo NHK World no subcanal 28.4. Em 30 de março de 2017, a KCET parou de transmitir a V-Me em seu subcanal 28.3, que foi substituído pelo canal KCETLink+ no mesmo dia. O KCETLink+ foi descontinuado em junho 2018, sendo substituído pela NHK World no subcanal 28.3, e o subcanal 28.4 foi desativado.
A KCET deixou de transmitir a Link TV em seu subcanal 28.2 em novembro de 2020, substituindo-o pelo Create.

### Transição para o sinal digital
Com base no decreto federal de transição das emissoras de TV estadunidenses do sinal analógico para o digital, a KCET descontinuou sua programação regular no sinal analógico pelo canal 22 UHF às 12h07 em 12 de junho de 2009. Logo após a transição, a emissora deixou de operar no canal 59 UHF digital, que estava entre os canais UHF de banda alta (de 52 a 69) que foram removidos do uso para transmissão, e passou a operar no canal 28 UHF.

## Programas
Enquanto atuava como a emissora principal da PBS para o fuso horário do Pacífico, a KCET distribuía principalmente produções baseadas em Los Angeles para outros produtores independentes, ao invés de distribuir programas próprios para a PBS. Produziu a aclamada série de Carl Sagan, Cosmos: A Personal Voyage, de 1978 a 1979. A emissora também produziu ou exibiu Hollywood Television Theatre, The Cousteau Odyssey, Visions, Trying Times e o drama de família hispânica American Family para a PBS. Foi uma das emissoras do consórcio que produziu American Playhouse.
Para comemorar o 60º aniversário da libertação do campo de concentração de Auschwitz-Birkenau, a KCET produziu uma minissérie em seis partes em conjunto com a BBC chamada Auschwitz: Inside the Nazi State.
De 1991 a 2007, a KCET produziu um programa premiado de notícias e assuntos públicos intitulado Life & Times, apresentado por Val Zavala. O pograma tinha como co-apresentadores Patt Morrison, Hugh Hewitt, Rubén Martínez, Kerman Maddox, Jess Marlow, Warren Olney e Jerry Nachman. O programa de Huell Howser, California's Gold, foi produzido nos estúdios da KCET, até que a série ser cancelada após a morte de Howser em 2013.
A KCET também produziu o talk show Tavis Smiley e um programa científico da PBS, Wired Science. Um programa de televisão projetado para cuidadores, A Place of Our Own e seu equivalente em espanhol, Los Niños en Su Casa, são gravados nos estúdios KCET, produzidos com apoio financeiro da BP.
Alguns programas infantis também vieram da KCET, como Storytime, The Puzzle Place, Adventures from the Book of Virtues, The Charlie Horse Music Pizza e Sid the Science Kid (este último é atualmente exibido pela KOCE-TV).
A emissora também produziu California Connected, uma revista eletrônica sobre várias pessoas, lugares e eventos em toda a Califórnia, co-produzida com a KQED de São Francisco, a KVIE de Sacramento e a KPBS de San Diego. A série terminou em 2007, após cinco temporadas.

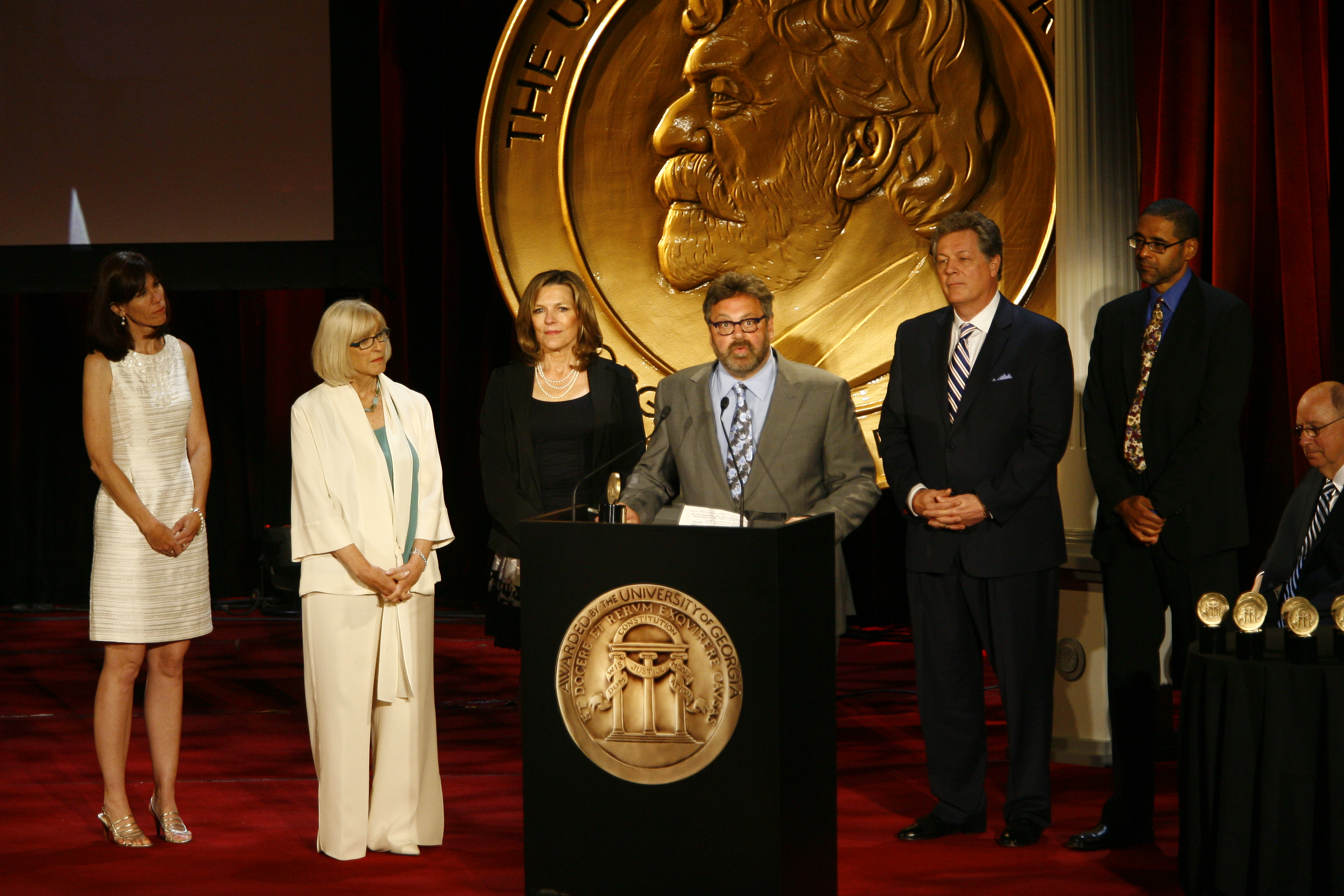
Karen Foshay, Judy Miller, Justine Schmidt, Bret Marcus, John Larson e Rick Wilkinson, da KCET, no 69º Prêmio Anual Peabody para SoCal Connected: Up in Smoke

Em 9 de dezembro de 2010, a KCET anunciou sua nova programação após sua separação da PBS em 2011. A programação incluía filmes, programas de viagens, ciências e drama, Britcoms e telejornais, já que a emissora mantém parceria com os sindicatos de programas American Public Television e NETA, entre outros, que permitem que emissoras não afiliadas à PBS transmitam sua programação. Alguns dos programas que foram anunciados ou que continuaram na programação incluíram Globe Trekker, Rick Steves 'Europe, Burt Wolf: Travels and Traditions, The Nature of Things with David Suzuki, The McLaughlin Group, Inside Washington, BBC World News, Keeping Up Appearances, As Time Goes By, Visiting With Huell Howser, e a revista eletrônica da KCET, SoCal Connected.
A programação de 2012 da KCET incluiu Open Call, uma série semanal apresentando arte e cultura no sul da Califórnia, apresentada pela cantora de ópera Suzanna Guzmán, a expansão de seu programa de entrevistas, LA Tonight, com Roy Firestone, Your Turn to Care, um documentário de quatro partes sobre cuidadores apresentado por Holly Robinson Peete, o drama policial da BBC, Inspector George Gently, a comédia dramática britânica da ITV, Doc Martin, e Classic Cool Theatre, uma vitrine de filmes clássicos, desenhos animados e documentários.
Em 2015, a emissora incluiu em sua programação os programas Moone Boy, Death in Paradise, Border Blaster e Earth Focus. Programas licenciados pela LinkTV que eram exibidos pela KCET em 2014, incluindo Arab Labor e Borgen, também continuaram na programação. A emissora estreou mais programas alguns anos depois, como Zula Patrol e Wunderkind Little Amadeus.
A programação própria atual inclui a série histórica Lost L.A., a série de artes Artbound e a série de culinária Broken Bread com o chef Roy Choi.
A partir do início de 2019, a emissora começou a integrar sua programação própria com a da KOCE-TV, e passou a distribuir seus programas nas plataformas de vídeo da PBS. Além disso, a KCET também começou a reintroduzir a programação distribuída pela PBS em sua programação diária em agosto de 2019, incluindo o PBS NewsHour (transmitido ao vivo às 15h PT com transmissão nacional às 18h ET), Amanpour, Nova, American Masters e outros famosos programas jornalísticos e documentários comumente exibidos em outras emissoras da PBS.

## Retransmissoras
| Prefixo | Canal analógico | Canal digital | Cidade de concessão | Propriedade                    |
| ------- | --------------- | ------------- | ------------------- | ------------------------------ |
| K16FC-D | —               | 16            | San Luis Obispo     | KCET                           |
| K26FT-D | —               | 26            | Santa Barbara       | KCET                           |
| K28GY-D | —               | 28            | Santa Barbara       | KCET                           |
| K04SB-D | —               | 4             | Bakersfield         | KCET                           |
| K23OM-D | 47              | 23            | Victorville         | KCET                           |
| K25QB-D | —               | 25.4          | Lucerne Valley      | County of San Bernardino       |
| K14AT-D | 14              | —             | Ridgecrest          | Indian Wells Valley TV Booster |
| K18MP-D | —               | 18            | Ridgecrest          | Indian Wells Valley TV Booster |
| K35LA-D | —               | 35            | Palm Springs        | KCET                           |